# ZFC in het seizoen 1968/69
Het seizoen 1968/1969 was het 14e jaar in het bestaan van de Zaandamse betaaldvoetbalclub ZFC. De club kwam uit in de Tweede divisie en eindigde daarin op de achtste plaats. Tevens deed de club mee aan het toernooi om de KNVB beker, hierin werd de club in de derde ronde uitgeschakeld door Sparta (0–3).

## Wedstrijdstatistieken

### Tweede divisie
|       | AGOVV | Baronie | SC Drente | EDO   | Excelsior | Fortuna | Gooiland | De Graafschap | Heerenveen | Hermes DVS | Limburgia | NOAD  | PEC   | Roda JC | Velox | FC VVV | Zwolsche Boys |
| ----- | ----- | ------- | --------- | ----- | --------- | ------- | -------- | ------------- | ---------- | ---------- | --------- | ----- | ----- | ------- | ----- | ------ | ------------- |
| Thuis | 3 – 1 | 2 – 0   | 1 – 0     | 1 – 2 | 2 – 1     | 0 – 0   | 1 – 2    | 1 – 1         | 0 – 0      | 1 – 0      | 3 – 0     | 6 – 2 | 2 – 1 | 3 – 1   | 0 – 0 | 4 – 1  | 1 – 1         |
| Uit   | 0 – 2 | 1 – 2   | 2 – 1     | 2 – 1 | 4 – 1     | 1 – 1   | 0 – 0    | 2 – 0         | 1 – 3      | 1 – 1      | 2 – 0     | 2 – 1 | 3 – 2 | 6 – 0   | 2 – 1 | 0 – 0  | 1 – 0         |

### KNVB beker
| 1e ronde                                        | ZFC                                                  | 5 – 2 (2 – 0) | FC Den Bosch '67       |
| 15 september 1968 Plaats: Zaandam Westzanerdijk | Dirk-Jan van Zaane 15', 58', 85' Jan Beelen 20', 55' |               | 65', 88' Hans Verhagen |
| 2e ronde                                        | ZFC                                                  | 1 – 0 (0 – 0) | AZ '67                 |
| 10 november 1968 Plaats: Zaandam Westzanerdijk  | Dirk-Jan van Zaane 15'                               |               |                        |
| 3e ronde                                        | Sparta                                               | 3 – 0 (2 – 0) | ZFC                    |
| 9 maart 1969 Plaats: Rotterdam Het Kasteel      | Miel Pijs 15', 36' Nol Heijerman 83'                 |               |                        |

## Statistieken ZFC 1968/1969

### Eindstand ZFC in de Nederlandse Tweede divisie 1968 / 1969
| Stand | Gespeeld | Gewonnen | Gelijk | Verloren | Punten | Doelpunten voor | Doelpunten tegen |
| ----- | -------- | -------- | ------ | -------- | ------ | --------------- | ---------------- |
| 8e    | 34       | 13       | 9      | 12       | 35     | 47              | 43               |

### Topscorers
| #                | Naam                    | Goal |
| ---------------- | ----------------------- | ---- |
| 1.               | Dirk-Jan van Zaane      | 12   |
| 2.               | Ab Ruitenbeek           | 9    |
| 3.               | Jan Beelen              | 8    |
| 4.               | Abe van den Ban         | 5    |
| 5.               | Piet Ouderland          | 3    |
| 6.               | Hans Bakker             | 2    |
| 6.               | Jan Brouwer             | 2    |
| 6.               | Peter van Ingen         | 2    |
| 9.               | Atie van de Walle       | 1    |
| 9.               | Dick Zwarthoed          | 1    |
| Eigen doelpunten |                         |      |
| –                | André Orval (VVV)       | 1    |
| –                | John Pfeiffer (Roda JC) | 1    |
| Totaal           | Totaal                  | 47   |

| #      | Naam               | Goal |
| ------ | ------------------ | ---- |
| 1.     | Dirk-Jan van Zaane | 4    |
| 2.     | Jan Beelen         | 2    |
| Totaal | Totaal             | 6    |

## Voetnoten
AGOVV · Baronie · SC Drente · EDO · Excelsior · Fortuna · Gooiland · De Graafschap · Heerenveen · Hermes DVS · Limburgia · NOAD · PEC · Roda JC · Velox · FC VVV · ZFC · Zwolsche Boys